# Volby v Portugalsku
Volby v Portugalsku jsou svobodné. Volí se do parlamentu, regionálních a místních zastupitelstev, Evropského parlamentu a každých pět let probíhají prezidentské volby. Do jednokomorového parlamentu je voleno 230 poslanců na čtyřleté volební období. Každých pět let probíhají přímé prezidentské volby.

## Dominantní politické strany
- Sociálnědemokratická strana
- Socialistická strana
- Demokratický a sociální střed - Lidová strana
- Os Verdes
- Portugalská komunistická strana
- Levý Blok